# Златко Хорват
Златко Хорват (6. септембар 1984) хрватски је рукометаш, који игра на позицији десног крила и тренутно наступа за Дабаш.
Дугогодишњи је члан репрезентације Хрватске и са њима је освојио бронзану медаљу на Олимпијским играма Олимпијским играма 2012.